# Дмитриј Медведев
Дмитриј Анатољевич Медведев (рус. Дми́трий Анато́льевич Медве́дев; рускиⓘ; Санкт Петербург, 14. септембар 1965) руски је политичар и адвокат. Медведев је тренутни лидер Јединствене Русије. Бивши је председник Владе Руске Федерације. Претходно је вршио функцију председника Руске Федерације на коју је изабран 2. марта 2008. године, а на дужност је ступио инаугурацијом 7. маја 2008. године и био до 7. маја 2012. године. Медведев је по занимању професор права, а бавио се и предузетништвом.

## Младост и образовање
Дмитриј Медведев је рођен 14. септембра 1965. године у Лењинграду, у Совјетском Савезу. Његов отац, Анатолиј Афанасјевич Медведев (новембар 1926—2004), био је хемијски инжењер који је предавао на Лењинградском државном технолошком институту. Дмитријева мајка, Јулија Венијаминовна Медведева (рођена Шапошњикова, рођена 21. новембра 1939), је студирала језике на Универзитету у Вороњежу и предавала руски на Државном педагошком универзитету Херцен. Касније ће радити и као туристички водич у Павловској палати. Медведеви су живели у стану од 40 m² у улици Бела Кун 6 у општинском округу (округ) Купчино у Лењинграду. Дмитриј је био син јединац. Медведеви су у то време сматрани совјетском интелектуалном елитом. Његови бака и деда по мајци били су Украјинци чије је презиме било Коваљов, првобитно Ковал . Медведев води своје породичне корене у Белгородској области.
Као дете, Медведев је био интелектуално радознао, а његова учитељица у првом разреду Вера Смирнова описала је као „ужасног постављача питања са зашто”. После школе, проводио је неко време играјући се са својим пријатељима пре него што би пожурио кући да ради на својим задацима. У трећем разреду, Медведев је проучавао десетотомну Малу совјетску енциклопедију која је припадала његовом оцу. У другом и трећем разреду показао је интересовање за диносаурусе и запамтио примарне геолошке развојне периоде Земље, од археја до кенозоика. У четвртом и петом разреду показао је интересовање за хемију и изводио је експерименте. Био је у извесној мери укључен у спорт. У седмом разреду, његова адолесцентска радозналост је процветала кроз везу са Светланом Линик, његовом будућом супругом, која је учила у истој школи у паралелном одељењу. То је очигледно утицало на Медведевљев школски учинак. Завршне испите у школи 1982. године назива „тежким периодом када сам први пут у животу морао да максимално мобилишем своје способности”.

## Студентске године и академска каријера
У јесен 1982. 17-годишњи Медведев се уписао на Лењинградски државни универзитет да студира право. Иако је размишљао и о студирању лингвистике, Медведев је касније рекао да никада није зажалио због свог избора, јер је његов изабрани предмет био све фасцинантнији, наводећи да је имао среће „што је изабрао област која га је искрено занимала и да је то заиста 'његова ствар'”. Студенти су описали Медведева као коректну и дипломатску особу која је у дебатама своје аргументе износила чврсто, без увреда.
Током студентских година, Медведев је постао обожаватељ енглеских рок бендова Black Sabbath, Led Zeppelin и Deep Purple. Такође је волео спорт, учествовао је на атлетским такмичењима у веслању и дизању тегова. Дипломирао је на Правном факултету Лењинградског државног универзитета 1987. године (заједно са Иљом Јелисејевим, Антоном Ивановим, Николајем Виниченком и Константином Чујченком, који су касније постали сарадници). Након дипломирања, Медведев је размишљао да се придружи тужилаштву како би постао истражитељ, међутим, искористио је прилику да настави постдипломске студије као катедра грађанског права, одлучивши да прими три студента постдипломских студија финансираних из буџета да раде на самој катедри.
Анатолиј Собчак, демократски политичар 1980-их и 1990-их, био је један од Медведевљевих професора на универзитету. Током 1988. Медведев се придружио Собчаковом тиму демократа и био је дефакто шеф Собчакове успешне кампање за место у новом совјетском парламенту, Конгресу народних посланика СССР-а.
После Собчакове предизборне кампање, Медведев је наставио своју академску каријеру на позицији доцента на својој алма матер, сада преименованој у Санктпетербуршком државном универзитету. Предавао је грађанско и римско право до 1999. године. Према једном студенту, Медведев је био популаран предавач; „строг, али не оштар”. Медведев је био коаутор популарног тротомног уџбеника грађанског права који је током година продат у милион примерака. Медведев је такође радио у малој адвокатској консултантској фирми коју је основао са својим пријатељима Антоном Ивановим и Илијом Јелисејевим, да би остварио додатну зараду.

## Политичка каријера
Године 1999. Медведев је био у групи особа које је Владимир Путин из Санкт Петербурга довео на руководеће положаје у руској Влади. Децембра исте године изабран је за шефа кабинета руског председника. Дана 17. јануара 2000. Дмитриј Медведев је унапређен у Активног државног савјетника 1. класе Руске Федерације указом који је потписао Владимир Путин као вршилац дужности председника Русије.
Био је у два наврата председник управног одбора Газпрома (2000—2001 и 2002—2008)
За заменика председника руске Владе је изабран 14. новембра 2005. године.

### Председнички избори 2008. године
Тадашњи председник Русије Владимир Путин и странка Јединствена Русија су 10. децембра 2007. године подржали Медведева као кандидата за председника на предстојећим председничким изборима у Русији. Његову кандидатуру су подржавале и друге партије.
Након именовања за првог потпредседника владе, многи политички посматрачи почели су да сматрају Медведева потенцијалним кандидатом за председничке изборе 2008, иако су западни посматрачи увелико веровали да је Медведев превише либералан и превише прозападно оријентисан да би га Путин подржао као кандидат. Уместо тога, западни посматрачи су очекивали да ће кандидат потицати из редова такозваних силовика, безбедносних и војних званичника од којих су многи постављени на високе функције током Путиновог председништва. Као најјачи кандидати виђени су силовик Сергеј Иванов и администратор-специјалиста Виктор Зупков. У истраживањима јавног мњења у којима се од Руса тражи да изаберу свог омиљеног Путиновог наследника са листе кандидата која не садржи самог Путина, Медведев је често излазио први, побеђујући Иванова и Зубкова, као и опозиционе кандидате. У новембру 2006. године, Медведев је имао рејтинг поверења на 17%, више него двоструко од резултата Иванова. Популарност Медведева је вероватно била подстакнута његовом високопрофилном улогом у националним капиталним пројектима.

Многи посматрачи су били изненађени 10. децембра 2007. када је председник Путин представио Медведева као свог преферираног наследника. Ово је инсценирано на телевизији са четири странке које су предложиле кандидатуру Медведева Путину, а Путин је затим дао своју подршку. Четири прокремљовске странке биле су Јединствена Русија, Праведна Русија, Аграрна партија Русије и Грађанска моћ. Јединствена Русија је одржала свој партијски конгрес 17. децембра 2007. године на којем је тајним гласањем делегата Медведев званично потврђен као њихов кандидат на председничким изборима 2008. године. Он је формално регистровао своју кандидатуру код Централне изборне комисије 20. децембра 2007. и рекао да ће се повући са места председника Гаспрома, пошто према садашњим законима председнику није дозвољено да обавља другу функцију. Руска Централна изборна комисија званично је прихватила његову регистрацију 21. јануара 2008. Описујући своје разлоге за подршку Медведева, Путин је изјавио:
Ја сам сигуран да ће он бити добар председник и ефектан менаџер. Али поред других ствари,постоји ова лична хемија: Ја му верујем. Просто му верујем.
На изборима 2. марта 2008. године Медведев је према прелиминарним резултатима убедљиво победио (више од 70%) и постао трећи председник Русије након слома Совјетског Савеза. Дужност председника је преузео 7. маја 2008. године након полагања свечане заклетве. На позицији председника је остао до 8. маја 2012 године.

#### Посета Србији
Председник Русије Дмитриј Медведев је посетио Београд на позив председника Републике Србије Бориса Тадића 20. октобра 2009. године и дошао у прву званичну посету Србији.
Руског председника на аеродрому „Никола Тесла” дочекали су потпредседник Владе Републике Србије Ивица Дачић и министар спољних послова Вук Јеремић. Медведева је пред Палатом „Србија” дочекао тадашњи српски председник Борис Тадић. Након шпалира гардиста и интонирања руске и српске химне, двојица државника, заједно са својим делегацијама, ушли су у Палату „Србија” где су учествовали на самиту посвећеном руско-српском „стратешком партнерству”.

### Премијер Русије
На премијерску позицију ступио је 8. маја 2012. године.
Дана 21. маја 2012. године његов кабинет је именован и усвојен од стране председника. 26. маја је званично именован за председника Уједињене Русије, владајуће странке. Раније исте седмице Медведев је службено придружио странци и тиме постао први премијер Русије који је повезан политичком партијом.
Након противуставног државног преврата и Евромајдана у Украјини 2014. године, Русија је анектирала Кримско полуострво. Дана 31. марта 2014. године, Медведев је био први руски лидер који је посетио Крим, јер је полуострво 18. марта постало део Русије.
Након разговора са Владимиром Путином, подноси оставку на место премијера Русије 15. јануара 2020. године. Следећег дана на место премијера долази Михаил Мишустин.

## Награде и одликовања
Добитник је ордена Светог Саве, највишег државног признања у Српској православној цркви.

## Хоби
Дмитриј Медведев се бави аматерском фотографијом. Као млад почео је да слика филм-камером совјетске производње „Смена” 8М, а данас користи дигиталне камере Никон, Кенон и Лајка. Његове слике биле су у више наврата излагане, а средства прикупљена њиховом продајом дају се у хуманитарне сврхе. Фотографија „Тобољски кремљ” коју је Медведев направио продана је на добротворној аукцији за 51 милиона рубља (око 1,275 милиона евра), што је чини четвртом најскупљом фотографијом у историји.